# Центральна Ява
Центральна Ява (індонез. Jawa Tengah), скорочено Джатенг (індонез. Jateng) ─ провінція Індонезії, на острові Ява. Межує з провінцією Західна Ява на заході, Яванським морем на півночі, провінцією Східна Ява на сході, Індійським океаном на півдні та спеціальним округом Джок'якарта на південному сході. Провінція займає територію 34 206 км² і включає острови Карімунджава в Яванському морі.

## Географія
Ланцюг вулканічних гір проходить із заходу на схід через центральну частину провінції й включає кілька вершин, висота яких перевищує 3000 метрів над рівнем моря: Сламет (3 428 м), Синдоро (3 136 м), Сумбінг (3 371 м) і Мербабу (3 145 м). Декілька плато розташовані навколо вулканічних гір, вони поступово переходять у передгір'я та берегові низини. Останні займають смугу шириною близько 30 км уздовж північного та південного узбережжя острова. Найголовніші річки: Бодрі, Серанг, що течуть на північ до Яванського моря, а також Сераю, Боґовонто, Ело та Проґо, що несуть свої води на південь до Індійського океану. Гористий регіон має багату рослинність, що складається з казуаринових (серед них залізне дерево), тику, сосон, дубів та кленів. Широкі долини вкриті вологими тропічними лісами з пальм, салу і панданів; разом із ними тут ростуть орхідеї, мохи, папороті.

## Економіка
Більшість населення зайнята в сільському господарстві, яке вирощує каучукові дерева, тютюн, пальмову олію, каву, чай копру, рис, кукурудзу, солодку картоплю, каву, овочі та фрукти. Промисловість виготовляє тканини, кераміку, взуття, шини, електричні лампи, транспортне устаткування і папір. Тут є також друкарні, суднобудівні та автозбиральні заводи. Дороги та залізниці йдуть паралельно північному та південному узбережжю і з'єднують основні міста провінції: Семаранг, Теґал, Пеколонґан, Маґеланґ, Чилачап, Суракарта.

## Населення
Населення провінції Центральна Ява, за даними перепису 2010 року, становило 32 297 808 осіб.
Яванці є найчисельнішою етнічною групою, вони становлять 97,7 % населення. Тут також проживають сунданці та китайці. Етнічний склад населення Центральної Яви за даними перепису населення 2010 року був таким:
| Народи   | Чисельність | Доля в населенні |
| -------- | ----------- | ---------------- |
| Яванці   | 31 560 859  | 97,73 %          |
| Сунданці | 451 271     | 1,40 %           |
| Китайці  | 139 878     | 0,43 %           |
| Інші     | 143 164     | 0,44 %           |
| Всього   | 32 295 172  | 100,00 %         |

Майже всі жителі провінції сповідують іслам. За даними перепису населення 2010 року тут проживав 31 328 341 мусульманин (96,7 % населення); серед інших найбільше було християн — 890 436 осіб (2,7 % населення).
У Центральній Яві можна знайти археологічні та історичні пам'ятки, серед яких храми, монастирі і святилища ранніх буддійських та індуських періодів. Найвідомішою серед них є храмовий комплекс Боробудур.

## Адміністративний поділ

Мапа провінції Центральна Ява

До складу провінції входять 29 округів та 6 муніципалітетів (міст):
| Назва                                       | Площа, км² | Населення, осіб (2010, перепис) | Адміністративний центр                |
| ------------------------------------------- | ---------- | ------------------------------- | ------------------------------------- |
| Чилачап (індонез. Cilacap)                  | 2 124,47   | 1 638 168                       | Чилачап (індонез. Cilacap)            |
| Баньюмас (індонез. Banyumas)                | 1 335,30   | 1 553 649                       | Пурвокерто (індонез. Purwokerto)      |
| Пурбалінга (індонез. Purbalingga)           | 677,55     | 848 774                         | Пурбалінга (індонез. Purbalingga)     |
| Банджарнегара (індонез. Banjarnegara)       | 1 023,73   | 868 590                         | Банджарнегара (індонез. Banjarnegara) |
| Кебумен (індонез. Kebumen)                  | 1 211,74   | 1 159 111                       | Кебумен (індонез. Kebumen)            |
| Пурвореджо (індонез. Purworejo)             | 1 091,49   | 693 300                         | Пурвореджо (індонез. Purworejo)       |
| Вонособо (індонез. Wonosobo)                | 981,41     | 753 215                         | Вонособо (індонез. Wonosobo)          |
| Магеланг (індонез. Magelang)                | 1 102,93   | 1 169 889                       | Мунгкід (індонез. Mungkid)            |
| Бойолалі (індонез. Boyolali)                | 1 008,45   | 928 980                         | Бойолалі (індонез. Boyolali)          |
| Клатен (індонез. Klaten)                    | 658,22     | 1 129 354                       | Клатен (індонез. Klaten)              |
| Сукогарджо (індонез. Sukoharjo)             | 489,12     | 819 864                         | Сукогарджо (індонез. Sukoharjo)       |
| Воногірі (індонез. Wonogiri)                | 1 793,67   | 928 681                         | Воногірі (індонез. Wonogiri)          |
| Каранганьяр (індонез. Karanganyar)          | 775,44     | 811 498                         | Каранганьяр (індонез. Karanganyar)    |
| Сраген (індонез. Sragen)                    | 941,54     | 855 986                         | Сраген (індонез. Sragen)              |
| Гробоган (індонез. Grobogan)                | 2 013,86   | 1 306 819                       | Пурводаді (індонез. Purwodadi)        |
| Блора (індонез. Blora)                      | 1 804,59   | 828 203                         | Блора (індонез. Blora)                |
| Рембанг (індонез. Rembang)                  | 887,13     | 585 877                         | Рембанг (індонез. Rembang)            |
| Паті (індонез. Pati)                        | 1 489,19   | 1 188 713                       | Паті (індонез. Pati)                  |
| Кудус (індонез. Kudus)                      | 425,15     | 774 006                         | Кудус (індонез. Kudus)                |
| Джепара (індонез. Jepara)                   | 1 059,25   | 1 093 994                       | Джепара (індонез. Jepara)             |
| Демак (індонез. Demak)                      | 900,12     | 1 052 401                       | Демак (індонез. Demak)                |
| Семаранг (індонез. Semarang)                | 950,21     | 927 978                         | Унгаран (індонез. Ungaran)            |
| Темангунг (індонез. Temanggung)             | 837,71     | 707 450                         | Темангунг (індонез. Temanggung)       |
| Кендал (індонез. Kendal)                    | 1 118,13   | 894 108                         | Кендал (індонез. Kendal)              |
| Батанг (індонез. Batang)                    | 788,65     | 706 116                         | Батанг (індонез. Batang)              |
| Пекалонган (індонез. Pekalongan)            | 837,00     | 838 509                         | Каджен (індонез. Kajen)               |
| Пемаланг (індонез. Pemalang)                | 1 118,03   | 1 261 049                       | Пемаланг (індонез. Pemalang)          |
| Тегал (індонез. Tegal)                      | 876,10     | 1 394 478                       | Славі (індонез. Slawi)                |
| Бребес (індонез. Brebes)                    | 1 902,37   | 1 729 972                       | Бребес (індонез. Brebes)              |
| місто Магеланг (індонез. Kota Magelang)     | 16,06      | 115 094                         |                                       |
| місто Суракарта (індонез. Kota Surakarta)   | 46,01      | 496 993                         |                                       |
| місто Салатіга (індонез. Kota Salatiga)     | 57,36      | 169 348                         |                                       |
| місто Семаранг (індонез. Kota Semarang)     | 373,78     | 1 547 953                       |                                       |
| місто Пекалонган (індонез. Kota Pekalongan) | 45,25      | 280 878                         |                                       |
| місто Тегал (індонез. Kota Tegal)           | 39,68      | 238 810                         |                                       |
| Провінція Центральна Ява                    | 32 800,96  | 32 297 808                      | Семаранг (індонез. Semarang)          |